# Поганий анекдот
«Поганий анекдот» (рос. Скверный анекдот) — радянський художній фільм 1966 року, гротескна трагікомедія, поставлена на кіностудії «Мосфільм» режисерами Олександром Аловим і Володимиром Наумовим за однойменним оповіданням Федора Достоєвського.

## Сюжет
У дійсного статського радника Івана Ілліча Пралінського була ідея, що якщо він буде гуманний, то люди полюблять його, будуть йому вірити, а отже, будуть вірити в державну реформу і полюблять її. Стало бути, його особисті якості набувають важливе суспільне значення. Зимового вечора, засидівшись у гостях, Іван Ілліч, не дочекавшись екіпажу, пішов додому пішки і випадково вийшов до дому Пселдонімова, одного зі своїх дрібних службовців. Там справляли весілля, і генерал, повний шляхетних намірів, зайшов привітати молодих. Несподівана поява високого начальства паралізувала гостей, ситуація ставала все більш незграбною як для оточуючих, так і для самого генерала. Наречений був на межі божевілля від роздумів, чим же йому доведеться розплатитися за цю «гру в демократію» генерала. У підсумку Іван Ілліч, який розраховував, що його ліберал-популізм викличе загальне захоплення і обманутий у своїх сподіваннях (молода різночинна компанія над гостем жартувала), з образи перепив і заснув в ліжку молодят. Вранці, чиновник, після того як проспався, відчув такий сором і огиду до себе, що вирішив більше в «прогрес» не грати, навести строгість і з полегшенням підписав прохання вчорашнього нареченого про переведення в інший департамент.

## У ролях
- Євген Євстигнєєв — Іван Ілліч Пралінський, дійсний статський радник
- Віктор Сергачов — реєстратор Порфирій Пселдонімов
- Георгій Георгіу — вільний художник
- Олександр Грузинський — титулярний радник Млєкопітаєв, домогосподар та майбутній тесть Пселдонімова
- Єлизавета Нікіщихіна — наречена Пселдонімова
- Павло Павленко — Аким Петрович Зубиков
- Олена Понсова — Млєкопітаєва
- Гліб Стриженов — співробітник сатиричного журналу «Головешка»
- Зоя Федорова — мати Пселдонімова
- Анатолій Яббаров — Ваня
- Лілія Євстигнєєва — гостя
- Олександра Данилова — мати нареченої мрії Пралінського
- Віра Бурлакова — епізод
- Ганна Заржицька — тітка

## Знімальна група
- Сценарій — Леонід Зорін, Олександр Алов, Володимир Наумов
- Режисери-постановники — Олександр Алов, Володимир Наумов
- Головний оператор — Анатолій Кузнецов
- Художник-постановник: Олексій Пархоменко
- Художники: 
по декораціях — Олексій Пархоменко, Н. Пархоменко 
 по костюмах — Ганна Ганевська
грим — Ія Пермінова
- Композитор — Микола Каретников
- Диригент — Газіз Дугашев
- Звукооператор — Леонід Булгаков
- Балетмейстер — Володимир Преображенський
- Другий режисер — Олександр Шейн
- Оператори — Михайло Коропцов, Ігор Мельников
- Монтаж — Тамара Зуброва
- Редактор — Юрій Бондарєв
- Консультанти — Абрам Бєлкін, Марія Мерцалова
- Директор картини — Ілля Гурман